# Alessandro Aldobrandini
Alessandro Aldorandini  (né le 1er mai 1667 à Florence, capitale du grand-duché de Toscane, et mort le 14 août 1734 à Ferrare) est un cardinal italien du XVIIIe siècle.

## Biographie
Alessandro Aldobrandini exerce diverses fonctions au sein de la Curie romaine, notamment à la Chambre apostolique. 
Il est nommé archevêque titulaire de Rhodes (de) et consacré le 27 novembre 1707 par Fabrizio Paolucci avec comme co-consécrateurs Antonio Francesco Sanvitale et Ulisse Giuseppe Gozzadini. Il est envoyé comme nonce apostolique dans le royaume de Naples (en), dans la république de Venise en 1713 et en Espagne en 1720.
Le pape Clément XII le crée cardinal lors du consistoire du 2 octobre 1730. Il est légat apostolique à Ferrare à partir de cette même année.

## Succession apostolique
Alessandro Aldobrandini a ordonné les évêques suivants :
- Archevêque Felipe de los Tueros Huerta (1721)